# White Skull
White Skull (перевод с англ. Белый Череп) — итальянская рок-группа, играющая музыку в стиле хеви-метал, пауэр-метал, спид-метал.

## История
Музыкальный коллектив White Skull был образован в 1991 году усилиями гитариста Тони Фонто. В год основания команда записывает одноимённую демо-ленту, а в 1992 году следует ещё одна запись — Save the Planet. Материал нашёл отклик в основном у местных поклонников, а звукозаписывающим компаниям музыка группы казалось слишком агрессивной и они неоднократно предлагали участникам сменить свой стиль. В то же время контракт коллективу вскоре предложил только начинающий свою деятельность лейбл Underground Symphony. На тот момент состав White Skull выглядел следующим образом: Тони Фонто — гитара, Федерика «Сестра» Де Бони — вокал, Макс Фаччио — гитара, Фабио Поззато — бас и Алекс Мантиеро — ударные. На этом лейбле в 1995 году и выходит дебютный альбом I Won't Burn Alone, получивший множество положительных откликов в специализированной музыкальной прессе. В дальнейшем коллектив начал заниматься активной концертной деятельностью, выступая в небольших клубах и на сборах байкеров. Попутно готовился материал для нового альбома.
Второй альбом Embittered выходит в 1997 году на том же Underground Symphony и превращает White Skull в звёзд национального масштаба. Музыканты отправляются в продолжительное турне, принимают участие в фестивале Gods of Metal, а также выступают в Берлине вместе с U.D.O. и Doro. В феврале 1999 года вышел EP Asgard, содержавший композицию Asgard с грядущего альбома Tales from the North и три не включённые в диск вещи. В 1999 году следует уже третий по счёту альбом Tales from the North, на этот раз явившийся концептуальным повествованием, посвящённым мифам о викингах и нибелунгах. В качестве специального гостя на альбоме выступил вокалист Grave Digger Крис Болтендал, спевший на нескольких композициях вместе с Федерикой Де Бони. В это же время гитариста Фаччио сменяет Ник Савио. Альбомом заинтересовался крупный лейбл Nuclear Blast Records, который издал его для других стран (в Италии диск вышел на Underground Symphony).
На волне успеха альбома White Skull отправляются в турне вместе с Grave Digger, а затем подписывают контракт с Breaker Records (подразделение Nuclear Blast Records), владельцем которого является Удо Диркшнайдер. В 2000 году выходит альбом Public Glory, Secret Agony, также вылившийся в концептуальную историю. Лирика релиза повествовала о  Цезаре и Клеопатре. Многими альбом расценивался как лучшая работа коллектива, хотя музыка White Skull несколько смягчилась, став более «приглаженной». В феврале 2001 года состав команды покидает вокалистка Федерика Де Бони, покинувшая проект для обустройства семейной жизни. Поиски нового певца приводят группу к аргентинцу Гюставо Габарро, вместе с которым был записан альбом The Dark Age, в плане текстов посвящённый временам средневековья и преступлениям инквизиции. Данный релиз вышел в 2002 году на новом для группы лейбле Frontiers Records, который заключил контракт с White Skull на выпуск нескольких CD. В этом же году коллектив принимает участие в трибьют-альбоме группе Led Zeppelin The Metal Zeppelin - The Music Remains the Same, где группа представила кавер-версию композиции Stairway to Heaven. В декабре уходит гитарист Ник Савио, решивший всё своё время отдать другому музыкальному проекту — Vicious Mary. Новым гитаристом становится Данило Бар.
Два года спустя Фабио Поццато и Массимо Фаччио также покинули группу. В 2007 году новой солисткой стала Элиза де Пальма, и группа снова стала женской. 
В 2010 году де Бони вернулся в группу.

## Дискография

### Студийные альбомы
- 1995 — I Won’t Burn Alone
- 1997 — Embittered
- 1999 — Tales from the North
- 2000 — Public Glory, Secret Agony
- 2002 — The Dark Age
- 2004 — The XIII Skull
- 2006 — The Ring of the Ancients
- 2009 — Forever Fight
- 2012 — Under This Flag
- 2017 — Will of the Strong
- 2022 — Metal Never Rusts

### EP
- 1999 — Asgard

### Демо
- 1991 — White Skull
- 1992 — Save the Planet

### Сборники
- 1995 — Nightpieces 4 (Don’t Leave Me Like This)
- 1996 — Area Sismica (Someone Call It Love)
- 2002 — The Music Remains the Same: A Tribute to Led Zeppelin (Stairway to Heaven)

## Состав

### Текущий состав
- Federica «Sister» De Boni — вокал
- Тони «Mad» Фонто — гитара
- Данило Бар — гитара
- Jo Raddi — бас
- Алекс Мантиеро — ударные
- Alessandro Muscio — клавишные

### Бывшие участники
- Гюстав Габарро — вокал
- BB Nick Savio — гитара
- Фабио Поззато — бас
- Fabrio Manfroi — бас
- Stefano Balocco — бас
- Ник Савио — гитара
- Elisa «Over» De Palma — вокал
- Alessio Lucatti — клавишные